# Український професійний банк
Український професійний банк (УПБ, Укрпрофбанк) — колишній український комерційний банк третьої групи за розміром активів  з українським капіталом.
За даними АУБ, Входив до п'ятдесяти найбільших банків України за сумою активів, капіталом, депозитами фізичних осіб та депозитами юридичних осіб; стабільно входив до двадцятки українських банків за фінансовим результатом місяця.
Понад 95% акцій належало ТОВ «УІФА». Керівництво ТОВ «УІФА» здійснював голова наглядової ради банку Євген Балушка.
За Pi-рейтингом надійності банків агенції «Експерт-Рейтинг» банк мав оцінку A за результатами 2010 року (13 позиція із 87). У квітні 2011 року компанія «Кредит-Рейтинг» підвищила кредитний рейтинг УПБ до uaBBB+ (стабільний).
28 серпня 2015, НБУ ухвалив рішення про відкликання банківської ліцензії та ліквідацію ПАТ "Український професійний банк" через його неплатоспроможність.
Членство в асоціаціях
- Фонд гарантування вкладів фізичних осіб
- Асоціація українських банків
- Український кредитно-банківський союз
- Київська міжнародна фондова біржа
- УкрКарт
- Професійна асоціація реєстраторів і депозитаріїв (ПАРД)
- S.W.I.F.T.
- VISA